# Moždana smrt
Moždana smrt je nepovratni prestanak svih moždanih aktivnosti (uključujući nesvesne aktivnosti koje su neophodne za održavanje života) usled potpunog odumiranja nervnih ćelija, čemu prethodi gubitak dotoka kiseonika do mozga. Ne treba je mešati sa trajnim vegetativnim stanjem.
Moždana smrt (mozga u celini, ili moždanog stabla) se tretira kao zakonska definicija smrti u mnogim pravnim jurisdikcijama.

## Pravno tumačenje
Kroz istoriju, u pravnim i medicinskim krugovima smrt se konstatovala u slučajevima prestanka određenih telesnih funkcija, pre svih, prestanka disanja i prestanka rada srca. Usavršavanjem medicinskih tehnologija i metoda koje su omogućile da se osobe koje ne daju znake života povrate, bilo je neophodno ustanoviti bolji kriterijum pomoću koga bi se konstatovala smrt. Ova neophodnost je dobila na težini rasprostranjenom upotrebom medicinske opreme za održavanje života, pomoću koje se telesne funkcije mogu održavati gotovo neograničeno, kao i usavršavanjem tehnika transplantacije organa (samim tim i potražnjom organa).
Počevši od 1960. godine, sve države u kojima je postojao program transplantacije organa počele su da implementiraju zakone koji se tiču kriterijuma konstatacije smrti. Prva država koja je za ovaj kriterijum usvojila moždanu smrt bila je Finska (1971. godine).

## Medicinski kriterijumi
Prilikom kliničkog pregleda osobe koja je pretrpela moždanu smrt može se konstatovati odsustvo moždanih aktivnosti. U ove aktivnosti se ubrajaju reakcije na bol i refleksi moždanih živaca.
Važno je prepoznati razliku između moždane smrti i stanja kod kojih se mogu ispoljavati slični simptomi (prilikom prekomernog unosa određenih antidepresiva i sedativa, trovanja alkoholom, hipotermije, hipoglikemije, kome i hroničnih vegetativnih stanja). Kod određenog broja komatoznih pacijenata oporavak je moguć, dok kod nekih pacijenata sa težim neurološkim oštećenjima ipak može doći do zadržavanja određenih nižih moždanih funkcija, uprkos gubitku funkcionalnosti korteksa i moždanog stabla. Tako se, na primer, anencefalija (razvojni poremećaj koji karakteriše odsustvo većeg dela mozga) ne smatra stanjem moždane smrti, iako je u pitanju nepovratno stanje, u kom slučaju se održavanje na aparatima ne smatra odgovarajućim tretmanom.
Treba imati u vidu mogućnost prekida ili pada električnih aktivnosti mozga na jako nizak nivo, usled čega ih većina medicinskih aparata ne može registrovati. Takvi slučajevi su mogući kod primene jake anestezije ili prilikom srčanog udara.

## Dodatna literatura
- Murray, Stephen. “Brain Death: Some of the Questions and Answers,” The Philosopher (Journal of the English Philosophical Society), Spring 1990, 1-12. http://www.the-philosopher.co.uk/contents.htm
- Lock M. Twice Dead: Organ Transplants and the Reinvention of Death. 2002, University of California Press, Berkeley, CA.
- Howsepian AA (новембар 1998). „In defense of whole-brain definitions of death”. Linacre Quarterly. 65 (4): 39—61. PMID 12199254. doi:10.1080/00243639.1998.11878425.
- Karasawa, H.; Sakaida, K.; Noguchi, S.; Hatayama, K.; Naito, H.; Hirota, N.; Sugiyama, K.; Ueno, J.; Nakajima, H.; Fukada, Y.; Kin, H. (јануар 2001). „Intracranial electroencephalographic changes in deep anesthesia”. Clin Neurophysiol. 112 (1): 25—30. PMID 11137657. doi:10.1016/s1388-2457(00)00510-1.

## Spoljašnje veze
- Moždana smrt
- Kako stvari rade
- Sekcija udžbenika
- Sudske tužbe roditelja
- Zašto je koncept moždane smrti validna definicija smrti

|  | Molimo Vas, obratite pažnju na važno upozorenje u vezi sa temama iz oblasti medicine (zdravlja). |